# Hartwig Henze
Hartwig Henze (* 19. Januar  1938 in Zeitz) ist ein deutscher Jurist. Er war von 1986 bis 2003 Richter am Bundesgerichtshof.

## Leben
Nach Beendigung seiner juristischen Ausbildung ließ sich Henze zunächst 1967 als Rechtsanwalt nieder, trat jedoch 1969 in den Justizdienst des Landes Nordrhein-Westfalen ein, wo er in verschiedenen richterlichen Verwendungen bis 1986, zuletzt als Vorsitzender Richter am Oberlandesgericht Hamm tätig war.
Während seiner Tätigkeit am Bundesgerichtshof gehörte Henze durchgehend dem II. Zivilsenat an, der überwiegend für das Gesellschaftsrecht zuständig ist.
Dem Gesellschaftsrecht gehörte auch das wissenschaftliche Interesse Henzes, der am Großkommentar zum Aktiengesetz mitwirkt, und darüber hinaus zum Mitherausgeber renommierter Zeitschriften, wie insbesondere der Zeitschrift für das gesamte Handels- und Wirtschaftsrecht berufen wurde. Henze ist Mitglied bei der schlagenden Turnerschaft Asciburgia zu Würzburg.